# Vellerat
Vellerat (toponimo francese) è una frazione di 67 abitanti del comune svizzero di Courrendlin, nel Canton Giura (distretto di Delémont).

## Storia

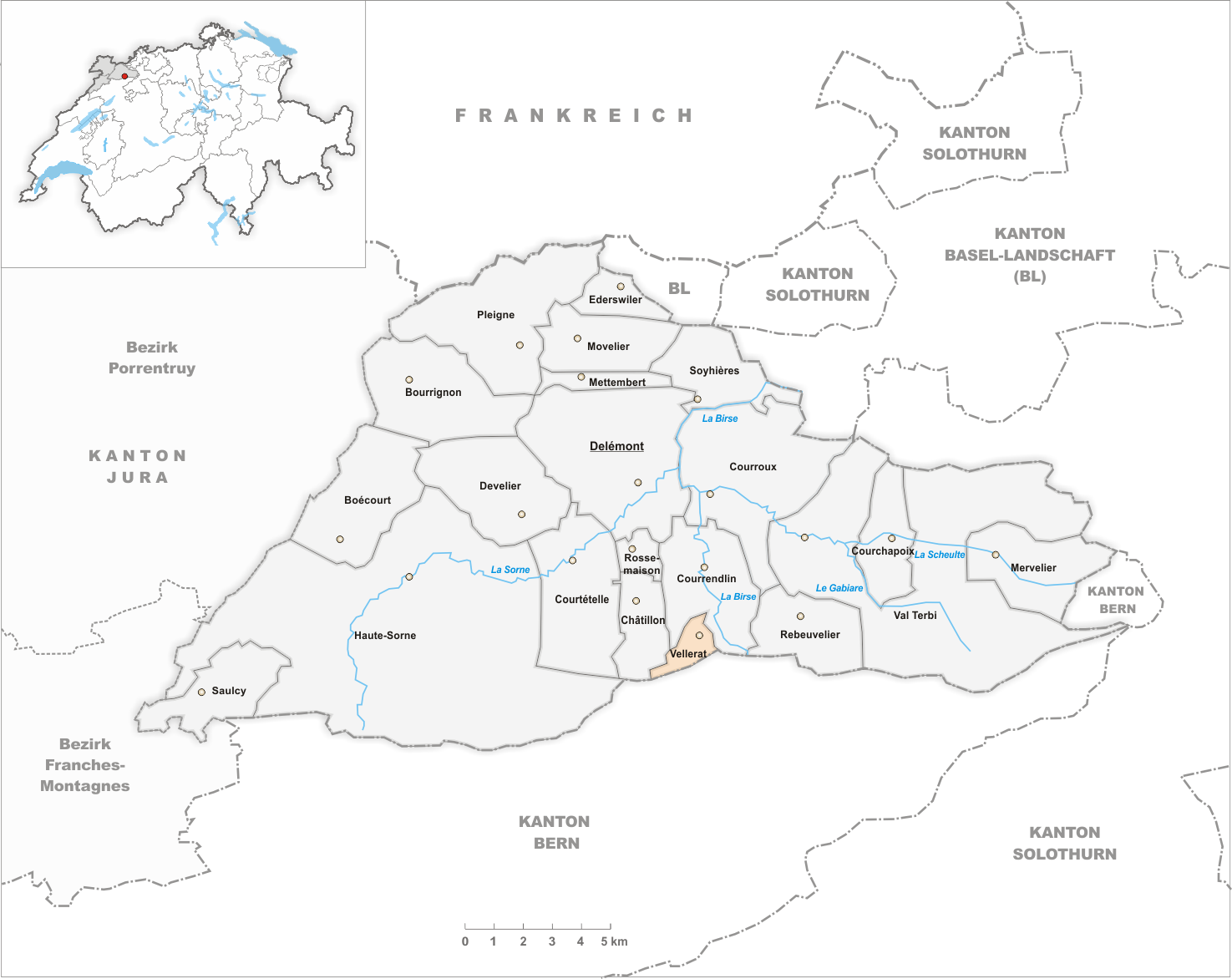
Il territorio del comune di Vellerat prima degli accorpamenti comunali del 2019

Già comune autonomo che fino al 1996 ha fatto parte del Canton Berna, il 1º gennaio 2019 è stato aggregato al comune di Courrendlin assieme all'altro comune soppresso di Rebeuvelier.

## Monumenti e luoghi d'interesse

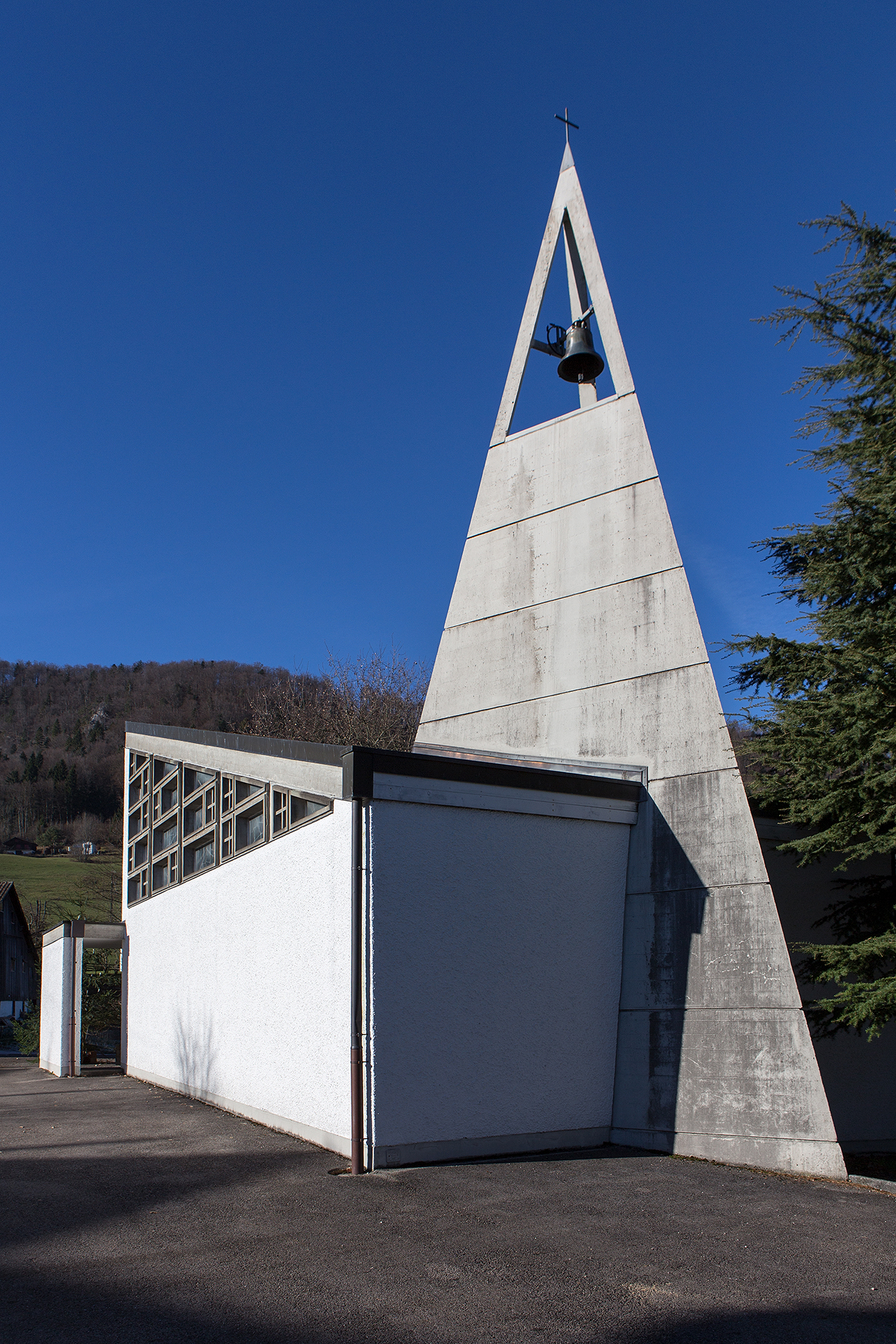
La cappella della Sacra Famiglia

- Cappella cattolica della Sacra Famiglia, eretta nel 1888 e ricostruita nel 1961 da Jeanne Bueche[2].

## Società

### Evoluzione demografica
L'evoluzione demografica è riportata nella seguente tabella:
Abitanti censiti

## Amministrazione
Ogni famiglia originaria del luogo fa parte del comune patriziale che ha la responsabilità della manutenzione di ogni bene comune.